# Großer Preis von Ungarn 1997
Der Große Preis von Ungarn 1997 (offiziell XIII Marlboro Magyar Nagydij) fand am 10. August auf dem Hungaroring in Mogyoród statt und war das elfte Rennen der Formel-1-Weltmeisterschaft 1997.

## Bericht

### Hintergrund
Nach dem Großen Preis von Deutschland führte Michael Schumacher in der Fahrerwertung mit zehn Punkten vor Jacques Villeneuve und mit 31 Punkten vor Jean Alesi. In der Konstrukteurswertung führte Ferrari mit neun Punkten vor Williams-Renault und mit 26 Punkten vor Benetton-Renault.
Vor dem Rennwochenende gab es einen Fahrerwechsel: Gianni Morbidelli kehrt nach seiner Verletzung zu Sauber zurück und ersetzt den Testfahrer Norberto Fontana bis zum vorletzten Rennen.
Mit Damon Hill (zweimal), Villeneuve und Michael Schumacher (jeweils einmal) traten drei ehemalige Sieger zu diesem Grand Prix an.

### Training
Vor dem Rennen fanden zwei Trainingseinheiten statt: Die erste am Freitagmorgen und die zweite am Samstagmorgen.
Im ersten freien Training am Freitag konnte sich Michael Schumacher mit 1:17,583 Minuten die Bestzeit vor David Coulthard und Jarno Trulli sichern. Hill konnte die fünftbeste Platzierung erzielen, nachdem er wegen Getriebeproblemen nur eine einzige gezeitete Runde absolvieren konnte. Alle Fahrer lagen innerhalb von drei Sekunden.
Im zweiten freien Traning am Samstag dominierte Williams, welche sich mit Heinz-Harald Frentzen die Bestzeit holten, sowie, um nur sieben Hundertstel dahinter liegend, den zweiten Wagen mit Villeneuve platzierten. Michael Schumacher musste sich um sechs Zehntel geschlagen geben. Alle Fahrer lagen innerhalb von viereinhalb Sekunden.

### Qualifying
Michael Schumacher konnte sich gegen seinen Rivalen um die Meisterschaft durchsetzen und mit 1:14,672 Minuten die Bestzeit holen. Überraschend konnte sich Hill für Platz drei qualifizieren. Alle Fahrer waren innerhalb von dreieinhalb Sekunden platziert.

### Warm-Up
Erneut setzte Michael Schumacher mit 1:16,996 Minuten die Bestzeit der Session, vier Zehntel dahinter lag Villeneuve. Alle Fahrer waren innerhalb von vier Sekunden platziert.

### Rennen

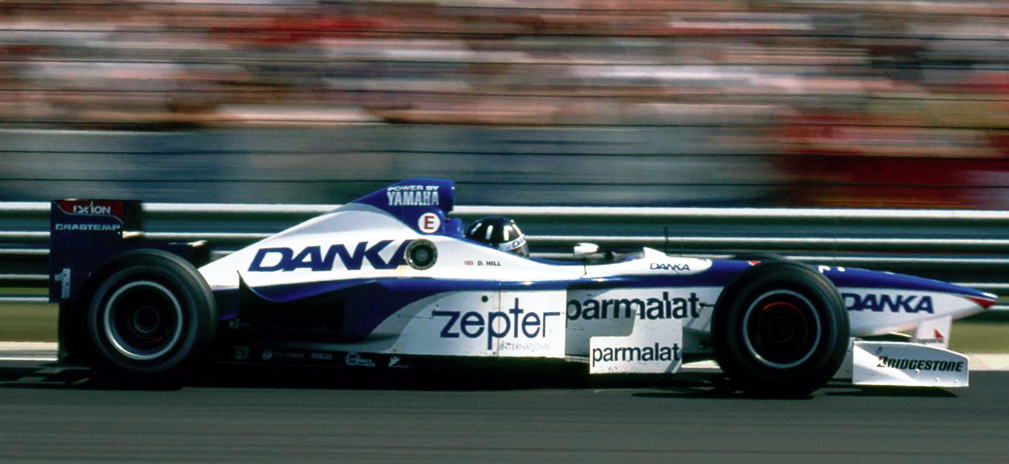
Damon Hill in Führung liegend in einem Arrows

Hill kam am besten beim Start weg und konnte Villeneuve überholen, während Michael Schumacher seine Führung behaupten konnte. In Runde sechs konnte aber Hill Michael Schumacher einholen und fünf Runden später auch überholen. Er führte nun das Feld an mit einem Vorsprung von 35 Sekunden vor Villeneuve.
Es sah lange nach dem ersten Sieg für das Arrows-Team aus, doch drei Runden vor Schluss begann das Drama: Die Hydraulik-Pumpe versagte und verursachte, dass das Getriebe im dritten Gang stecken blieb und das Gaspedal nicht ordnungsgemäß funktionierte. Er verlor viel Zeit und wurde am Ende noch in der letzten Runde einzig von Villeneuve überholt. Hill konnte seinen stark angeschlagenen Arrows auf den zweiten Platz retten. Johnny Herbert komplettierte das Podium auf Platz 3. Die restlichen Punkteplatzierungen belegten Michael Schumacher, Ralf Schumacher und Shinji Nakano. Nach dem Rennen fand man heraus, dass das Gasgestänge, welches weniger als einen Dollar kostet, versagte.
Frentzen sicherte sich mit 1:18,372 Minuten die schnellste Runde.
Sowohl in der Fahrerwertung als auch in der Konstrukteurswertung blieben die ersten drei Positionen unverändert.

## Meldeliste
| Team                        | Nr. | Fahrer                | Chassis        | Motor                 | Reifen |
| --------------------------- | --- | --------------------- | -------------- | --------------------- | ------ |
| Danka Arrows Yamaha         | 01  | Damon Hill            | Arrows A18     | Yamaha 3.0 V10        | B      |
| Danka Arrows Yamaha         | 02  | Pedro Diniz           | Arrows A18     | Yamaha 3.0 V10        | B      |
| Rothmans Williams Renault   | 03  | Jacques Villeneuve    | Williams FW19  | Renault 3.0 V10       | G      |
| Rothmans Williams Renault   | 04  | Heinz-Harald Frentzen | Williams FW19  | Renault 3.0 V10       | G      |
| Scuderia Ferrari Marlboro   | 05  | Michael Schumacher    | Ferrari F310B  | Ferrari 3.0 V10       | G      |
| Scuderia Ferrari Marlboro   | 06  | Eddie Irvine          | Ferrari F310B  | Ferrari 3.0 V10       | G      |
| Mild Seven Benetton Renault | 07  | Jean Alesi            | Benetton B197  | Renault 3.0 V10       | G      |
| Mild Seven Benetton Renault | 08  | Gerhard Berger        | Benetton B197  | Renault 3.0 V10       | G      |
| West McLaren Mercedes       | 09  | Mika Häkkinen         | McLaren MP4/12 | Mercedes-Benz 3.0 V10 | G      |
| West McLaren Mercedes       | 10  | David Coulthard       | McLaren MP4/12 | Mercedes-Benz 3.0 V10 | G      |
| B&H Total Jordan Peugeot    | 11  | Ralf Schumacher       | Jordan 197     | Peugeot 3.0 V10       | G      |
| B&H Total Jordan Peugeot    | 12  | Giancarlo Fisichella  | Jordan 197     | Peugeot 3.0 V10       | G      |
| Prost Gauloises Peugeot     | 14  | Jarno Trulli          | Prost JS45     | Mugen-Honda 3.0 V10   | B      |
| Prost Gauloises Peugeot     | 15  | Shinji Nakano         | Prost JS45     | Mugen-Honda 3.0 V10   | B      |
| Red Bull Sauber Petronas    | 16  | Johnny Herbert        | Sauber C16     | Petronas 3.0 V10      | G      |
| Red Bull Sauber Petronas    | 17  | Gianni Morbidelli     | Sauber C16     | Petronas 3.0 V10      | G      |
| Tyrrell                     | 18  | Jos Verstappen        | Tyrrell 025    | Ford ED5 3.0 V8       | G      |
| Tyrrell                     | 19  | Mika Salo             | Tyrrell 025    | Ford ED5 3.0 V8       | G      |
| Minardi Team                | 20  | Ukyō Katayama         | Minardi M197   | Hart 3.0 V8           | B      |
| Minardi Team                | 21  | Tarso Marques         | Minardi M197   | Hart 3.0 V8           | B      |
| Stewart Ford                | 22  | Rubens Barrichello    | Stewart SF01   | Ford Zetec-R 3.0 V10  | B      |
| Stewart Ford                | 23  | Jan Magnussen         | Stewart SF01   | Ford Zetec-R 3.0 V10  | B      |

## Klassifikation

### Qualifying
| Pos.                                                                       | Fahrer                | Konstrukteur      | Zeit     | Start |
| -------------------------------------------------------------------------- | --------------------- | ----------------- | -------- | ----- |
| 01                                                                         | Michael Schumacher    | Ferrari           | 1:14,672 | 01    |
| 02                                                                         | Jacques Villeneuve    | Williams-Renault  | 1:14,859 | 02    |
| 03                                                                         | Damon Hill            | Arrows-Yamaha     | 1:15,044 | 03    |
| 04                                                                         | Mika Häkkinen         | McLaren-Mercedes  | 1:15,140 | 04    |
| 05                                                                         | Eddie Irvine          | Ferrari           | 1:15,424 | 05    |
| 06                                                                         | Heinz-Harald Frentzen | Williams-Renault  | 1:15,520 | 06    |
| 07                                                                         | Gerhard Berger        | Benetton-Renault  | 1:15,699 | 07    |
| 08                                                                         | David Coulthard       | McLaren-Mercedes  | 1:15,705 | 08    |
| 09                                                                         | Jean Alesi            | Benetton-Renault  | 1:15,905 | 09    |
| 10                                                                         | Johnny Herbert        | Sauber-Petronas   | 1:16,138 | 10    |
| 11                                                                         | Rubens Barrichello    | Stewart-Ford      | 1:16,138 | 11    |
| 12                                                                         | Jarno Trulli          | Prost-Mugen-Honda | 1:16,297 | 12    |
| 13                                                                         | Giancarlo Fisichella  | Jordan-Peugeot    | 1:16,300 | 13    |
| 14                                                                         | Ralf Schumacher       | Jordan-Peugeot    | 1:16,686 | 14    |
| 15                                                                         | Gianni Morbidelli     | Sauber-Petronas   | 1:16,766 | 15    |
| 16                                                                         | Shinji Nakano         | Prost-Mugen-Honda | 1:16,784 | 16    |
| 17                                                                         | Jan Magnussen         | Stewart-Ford      | 1:16,858 | 17    |
| 18                                                                         | Jos Verstappen        | Tyrrell-Ford      | 1:17,095 | 18    |
| 19                                                                         | Pedro Diniz           | Arrows-Yamaha     | 1:17,118 | 19    |
| 20                                                                         | Ukyō Katayama         | Minardi-Hart      | 1:17,232 | 20    |
| 21                                                                         | Mika Salo             | Tyrrell-Ford      | 1:17,482 | 21    |
| 22                                                                         | Tarso Marques         | Minardi-Hart      | 1:18,020 | 22    |
| 107-Prozent-Zeit: 1:19,899 min (bezogen auf die Bestzeit von 1:14,672 min) |                       |                   |          |       |

### Rennen
| Pos. | Fahrer                | Konstrukteur      | Runden | Stopps | Zeit        | Start | Schnellste Runde |
| ---- | --------------------- | ----------------- | ------ | ------ | ----------- | ----- | ---------------- |
| 01   | Jacques Villeneuve    | Williams-Renault  | 77     | 2      | 1:45:47,149 | 02    | 1:19,066 (15.)   |
| 02   | Damon Hill            | Arrows-Yamaha     | 77     | 2      | + 9,079     | 03    | 1:19,648 (13.)   |
| 03   | Johnny Herbert        | Sauber-Petronas   | 77     | 2      | + 20,445    | 10    | 1:20,606 (28.)   |
| 04   | Michael Schumacher    | Ferrari           | 77     | 3      | + 30,501    | 01    | 1:19,684 (28.)   |
| 05   | Ralf Schumacher       | Jordan-Peugeot    | 77     | 2      | + 30,715    | 14    | 1:19,651 (48.)   |
| 06   | Shinji Nakano         | Prost-Mugen-Honda | 77     | 2      | + 41,512    | 16    | 1:20,003 (26.)   |
| 07   | Jarno Trulli          | Prost-Mugen-Honda | 77     | 2      | + 1:15,552  | 12    | 1:21,074 (71.)   |
| 08   | Gerhard Berger        | Benetton-Renault  | 77     | 2      | + 1:16,409  | 07    | 1:19,923 (52.)   |
| 09   | Eddie Irvine          | Ferrari           | 76     | 3      | DNF         | 05    | 1:19,527 (44.)   |
| 10   | Ukyō Katayama         | Minardi-Hart      | 76     | 2      | + 1 Runde   | 20    | 1:20,672 (46.)   |
| 11   | Jean Alesi            | Benetton-Renault  | 76     | 2      | + 1 Runde   | 09    | 1:20,573 (57.)   |
| 12   | Tarso Marques         | Minardi-Hart      | 75     | 3      | + 2 Runden  | 22    | 1:21,874 (45.)   |
| 13   | Mika Salo             | Tyrrell-Ford      | 75     | 3      | + 2 Runden  | 21    | 1:21,578 (67.)   |
| –    | David Coulthard       | McLaren-Mercedes  | 65     | 2      | DNF         | 08    | 1:20,329 (19.)   |
| –    | Jos Verstappen        | Tyrrell-Ford      | 61     | 3      | DNF         | 18    | 1:21,676 (43.)   |
| –    | Pedro Diniz           | Arrows-Yamaha     | 53     | 2      | DNF         | 19    | 1:20,317 (46.)   |
| –    | Giancarlo Fisichella  | Jordan-Peugeot    | 42     | 1      | DNF         | 13    | 1:19,366 (37.)   |
| –    | Heinz-Harald Frentzen | Williams-Renault  | 29     | 0      | DNF         | 06    | 1:18,372 (25.)   |
| –    | Rubens Barrichello    | Stewart-Ford      | 29     | 1      | DNF         | 11    | 1:21,409 (23.)   |
| –    | Mika Häkkinen         | McLaren-Mercedes  | 12     | 0      | DNF         | 04    | 1:20,161 (04.)   |
| –    | Gianni Morbidelli     | Sauber-Petronas   | 7      | 1      | DNF         | 15    | 1:21,167 (04.)   |
| –    | Jan Magnussen         | Stewart-Ford      | 5      | 1      | DNF         | 17    | 1:21,628 (03.)   |

## WM-Stände nach dem Rennen
Die ersten sechs des Rennens bekamen 10, 6, 4, 3, 2 bzw. 1 Punkt(e).

### Fahrerwertung
| Pos. | Fahrer                | Konstrukteur      | Punkte |
| ---- | --------------------- | ----------------- | ------ |
| 01   | Michael Schumacher    | Ferrari           | 56     |
| 02   | Jacques Villeneuve    | Williams-Renault  | 53     |
| 03   | Jean Alesi            | Benetton-Renault  | 22     |
| 04   | Gerhard Berger        | Benetton-Renault  | 20     |
| 05   | Heinz-Harald Frentzen | Williams-Renault  | 19     |
| 06   | Eddie Irvine          | Ferrari           | 18     |
| 07   | Olivier Panis         | Prost-Mugen-Honda | 15     |
| 08   | David Coulthard       | McLaren-Mercedes  | 14     |
| 09   | Mika Häkkinen         | McLaren-Mercedes  | 14     |
| 10   | Johnny Herbert        | Sauber-Petronas   | 11     |
| 11   | Ralf Schumacher       | Jordan-Peugeot    | 11     |
| 12   | Giancarlo Fisichella  | Jordan-Peugeot    | 8      |
| 13   | Damon Hill            | Arrows-Yamaha     | 7      |

| Pos. | Fahrer             | Konstrukteur                     | Punkte |
| ---- | ------------------ | -------------------------------- | ------ |
| 14   | Rubens Barrichello | Stewart-Ford                     | 6      |
| 15   | Alexander Wurz     | Benetton-Renault                 | 4      |
| 16   | Jarno Trulli       | Prost-Mugen-Honda / Minardi-Hart | 3      |
| 17   | Mika Salo          | Tyrrell-Ford                     | 2      |
| 18   | Shinji Nakano      | Prost-Mugen-Honda                | 2      |
| 19   | Nicola Larini      | Sauber-Petronas                  | 1      |
| 20   | Jan Magnussen      | Stewart-Ford                     | 0      |
| 21   | Jos Verstappen     | Tyrrell-Ford                     | 0      |
| 22   | Pedro Diniz        | Arrows-Yamaha                    | 0      |
| 23   | Norberto Fontana   | Sauber-Petronas                  | 0      |
| 24   | Ukyō Katayama      | Minardi-Hart                     | 0      |
| 25   | Gianni Morbidelli  | Sauber-Petronas                  | 0      |
| 26   | Tarso Marques      | Minardi-Hart                     | 0      |

### Konstrukteurswertung
| Pos. | Konstrukteur      | Punkte |
| ---- | ----------------- | ------ |
| 01   | Ferrari           | 74     |
| 02   | Williams-Renault  | 72     |
| 03   | Benetton-Renault  | 45     |
| 04   | McLaren-Mercedes  | 28     |
| 05   | Prost-Mugen-Honda | 20     |
| 06   | Jordan-Peugeot    | 19     |

| Pos. | Konstrukteur    | Punkte |
| ---- | --------------- | ------ |
| 07   | Sauber-Petronas | 12     |
| 08   | Arrows-Yamaha   | 7      |
| 09   | Stewart-Ford    | 6      |
| 10   | Tyrrell-Ford    | 2      |
| 11   | Minardi-Hart    | 0      |
| –    | Lola-Ford       | 0      |